# Kúpeľný ostrov
Kúpeľný ostrov (Lázeňský ostrov) je ostrov na řece Váh ve východní části slovenského města Piešťany, který má rozlohu 60 hektarů. Přes hlavní tok Váhu směrem do města vede krytý prosklený Kolonádní most a Krajinský most, přes užší rameno řeky, nacházející se na straně k obci Banka, jsou postaveny tři lávky. Severní špička ostrova je spojena s pevninou náspem, takže se z ostrova stal poloostrov. V severní části ostrova se nachází golfové hřiště, jižní část je sídlem společnosti Slovenské liečebné kúpele Piešťany. Léčba termálními prameny o teplotě až 69 °C a sirným bahnem používaným jako peloid zde má tradici již od 17. století. Lázeňský areál na ostrově má parkovou úpravu, nacházejí se zde Napoleonské lázně a hotely Thermia Palace (návrh architekta Ármina Hegedűse, Pro Patria a Balnea Esplanade, termální koupaliště Eva, tenisové kurty a tři jezírka, kde roste viktorie královská. S nápadem vybudovat na Kúpelnom ostrově termální jezírka, údajně přišel bulharský ex-car Ferdinand I. Coburg, při procházce s Imrichom Winterom. Jezírka byla vybudovaná v letech 1934–1935 a stala se oblíbeným místem návštěvníků i lázeňských hostů. Velkou atrakcí bylo vysazení viktorie královské, leknínů a lotosů. Teplota vody je udržovaná v rozmezí 10–22 °C. Rostliny zde rostou po celý rok. Nábřeží Váhu nese jméno objevitele lázní Juraje Wernhera.